# Galan-Čož (okres)

Okres Galan-Čož na jihozápadě Čečenska

Okres Galan-Čož (čečensky Галайн-ЧIожан кIошт, rusky Галанчожский район) se nachází v jihozápadní části Čečenské autonomní republiky Ruské federace na severním Kavkaze. Na jihu sousedí s Gruzií, na západě s Ingušskou autonomní republikou, na severu a východě s čečenskými okresy Urus-Martan, Ačchoj-Martan, Itum-Kali a Šatoj.

## Historie

### Do roku 1944
Okres byl vytvořen v roce 1925 a do roku 1944 byl jedním z největších okresů na území Čečenska a Ingušska. V roce 1939 měl dle statistik 9499 obyvatel, z čehož jich 9090 bylo čečenské národnosti. Náboženstvím obyvatel byl sunnitský islám, úředním jazykem byla ruština a čečenština. Na záčatku roku 1944 bylo v okrese Galan-Čož 140 vesnic (aulů) a jednotlivých hospodářských usedlostí, administrativně rozčleněných pod 12 samosprávných středisek. Těmito středisky místní samosprávy byly obce: Akka (Акка), Jalchoroj (Ялхорой), Baloj (Балой), Galan-Čož (Галанчож), Pešchoj (Пешхой), Chajbach (Хайбах), Magusty (Магусты), Bavloj (Бавлой), Nikaroj (Никарой), Meši (Меши), Erdyči (Ердычи) a Merža (Мержа).

### Deportace
V únoru roku 1944 bylo veškeré obyvatelstvo horského okresu násilně vysídleno a transportováno na práci do kazašských stepí. Tam, kde by byl transport kvůli neschůdnosti cest v zimě obtížný, bylo obyvatelstvo, včetně žen a dětí, zabito na místě (Chajbach 27. února 1944). Okres byl zrušen a jeho území bylo rozděleno mezi okresy Ačchoj-Martan, Sunženský a Itum-Kali.

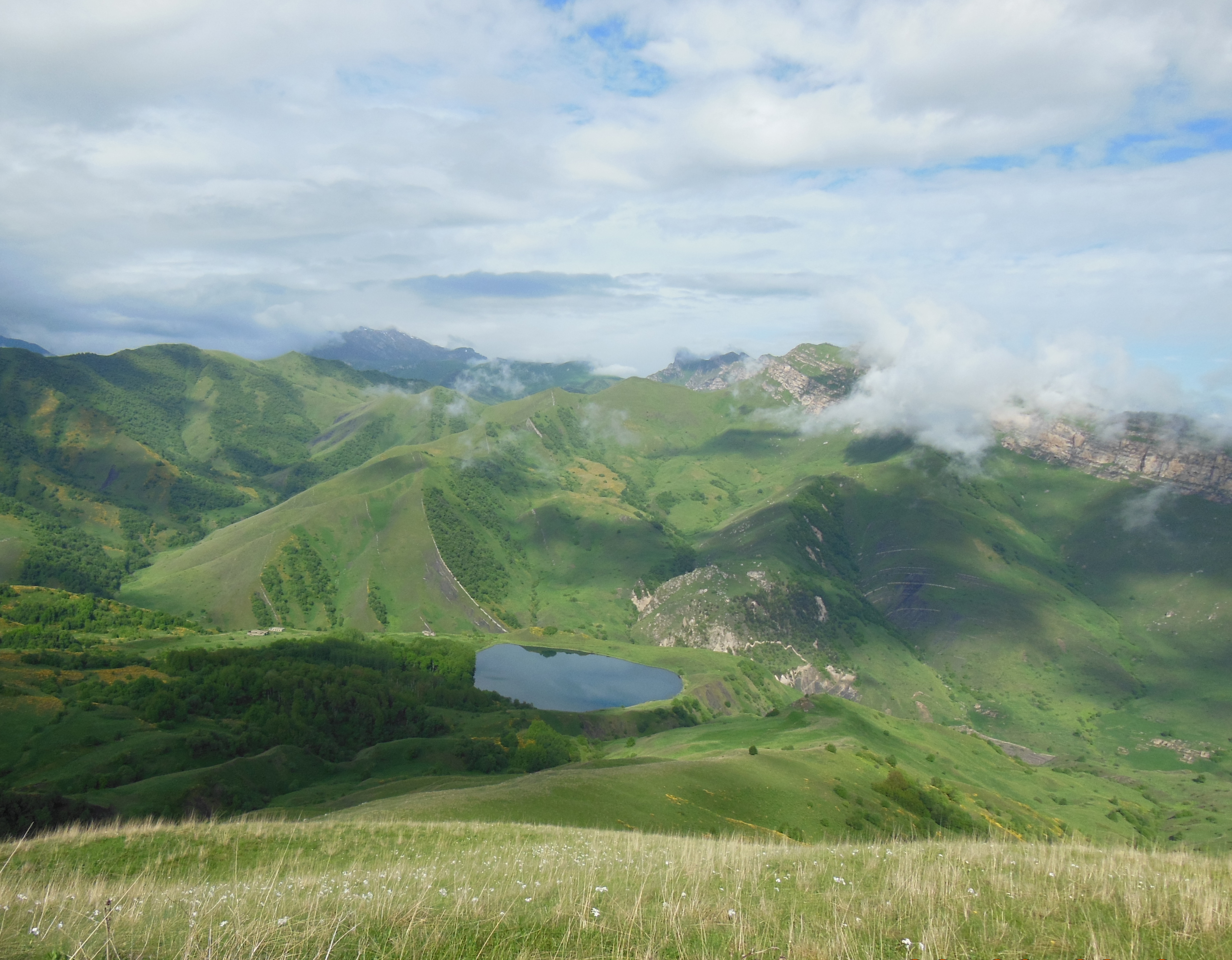
Krajina v Galančožském okrese

### Návrat obyvatel a obnovení okresu
Příslušníkům většiny národů, deportovaných za stalinské éry, byl umožněn návrat do vlasti po roce 1956, kdy N. S. Chruščov na XX. sjezdu KSSS odhalil praktiky předchozí vládnoucí garnitury. Obyvatelé galančožského okresu se vrátili do Čečenska v roce 1957. Nesměli se ale nastěhovat do svých bývalých domovů, zrušený okres Galan-Čož zůstal i nadále pustý a neobydlený.
V letech 1992–1997 byla existence galančožského okresu uznávána v rámci tehdejší takzvané Čečenské republiky Ičkerie. V období první a druhé čečenské války probíhaly některé bojové operace i na území galančožského okresu - například na jaře roku 2000 se podle odhadů v okolí jezera Galan-Čož vyskytovalo na 500 - 600 čečenských bojovníků. K oficiálnímu obnovení okresu Galan-Čož spolu s dalším podobně postiženým okresem Čeberlojevským došlo až na podzim roku 2012. Dne 18. října 2012 na svém 179. zasedání schválil Parlament Čečenské republiky změnu ústavy země v souvislosti s obnovením obou zmíněných okresů.